# Nortelândia
Nortelândia este un oraș în Mato Grosso (MT), Brazilia.